# A Forest
A Forest — сингл рок-гурту The Cure.

## Список композицій
7" сингл
1. «A Forest» - сингл версія
2. «Another Journey by Train»

12" сингл
1. «A Forest» - альбомна версія
2. «Another Journey by Train»

## Учасники запису
- Роберт Сміт — вокал, гітара
- Саймон Геллап — бас-гітара
- Метью Хартлі — клавішні
- Лол Толхерст — ударні

## Чарти
| Чарт (1980)                                | Найвища позиція |
| ------------------------------------------ | --------------- |
| Belgium Singles Chart                      | 20              |
| Dutch Top 100                              | 26              |
| New Zealand Singles Chart                  | 38              |
| UK Singles Chart                           | 31              |
| US Billboard Dance Music/Club Play Singles | 47              |

## Сертифікації
| Регіон                                                      | Сертифікація | Продажі |
| ----------------------------------------------------------- | ------------ | ------- |
| Велика Британія (BPI)                                       | Срібний      | 200 000 |
| продажі+прослуховування, що базуються лише на сертифікаціях |              |         |